# Хура-ји Хутали
Хура-ји Хутали (حره ختلی; fl. око 1006 – 1040) била је принцеза из династије Газнавида и кћерка Сабуктигина, владара Газнија (данас у Авганистану). Била је удата за два мамунидска владара регије Хорезм, Абу ел-Хасан Алија и, након његове смрти, за његовог брата Мамуна II. Није познато да ли је имала деце с било којим од својих мужева. Њени бракови били су директан узрок анексије Хорезма од стране њеног брата, Махмуда Газнијског. Године 1030, након Махмудове смрти, написала је писмо свом омиљеном нећаку, Масуду, позивајући га да преузме престо од свог брата, Мухамеда. Након што је примио њену посланицу, Масуд је брзо кренуо ка Газнију и узурпирао престо. Хурино писмо сматра се најистакнутијим политичким чином једне жене током газнијске ере. Последњи пут се помиње 1040. године, када је напустила Газни и отишла за Индију; њена коначна судбина је непозната.

## Име и извори
Хура је арапска реч која значи „слободна жена”. Највероватније је то био лакаб (почасна титула) додељиван принцезама Газнавида. Користила је две нисбе (део арапског имена који служи као придев, често се односећи на место порекла појединца), Хутали и Калиџи. Према британском оријенталисти Клифорду Едмунду Босворту, Хутали се можда односило на ранији газнијски брачни савез са кнежевином Хутал, која се налазила у Централној Азији. Друга варијанта њеног имена је Хутали Хатун, коју је забележио персијски историчар Шабанкара'и (око 1298 – 1358).
Једини примарни извор који ретко бележи Хурин живот је Тарих-и Бајхаки од Абул-Фазла Бајхакија (умро 1077), секретара на двору емира Масуда I Газнијског (вл. 1030–1040), Хуриног нећака. Хорезмијски полимат Ел Бируни (973 – око 1050) написао је из прве руке извештај о историји Хорезма, који садржи неколико кратких помена Хуре; само су делови тог извештаја сачувани у облику цитата у Бајхакијевом делу.

## Биографија

### Рани живот и бракови
Хура-ји Хутали била је кћерка Сабуктигина, емира Газнија (вл. 977–997) и оснивача Газнавида, династије туркијског порекла чије је царство обухватало данашњи Авганистан, источни Иран, Пакистан и Северозападну Индију. Хурин датум и место рођења су непознати; Босворт верује да је можда рођена у региону Хуталан (данас у Таџикистану). Према Босворту, разликовала се од својих сестара по интелигенцији и тактичности, што јој је донело утицајну улогу у државним пословима. У ери када је образовање за жене било ограничено само на теологију, она је настојала да учи и друге предмете. Имала је добар однос са својим братом, Махмудом (вл. 998–1030), и више пута му је слала луксузне поклоне. Године 1008, Хура се удала за Абу ел-Хасан Алија, владара Хорезма (данас у Узбекистану и Туркменистану) из династије Мамунида. Овај брак је обезбедио савезништво између два царства, пошто су се Мамуниди плашили да би Махмуд могао намеравати да анектира Хорезм. Абу ел-Хасан је вероватно умро 1008/9. године, а наследио га је његов брат, Мамун II. Он се, са истом намером као и његов брат да обезбеди савез, оженио Хуром 1015/16. године. Махмуд је захтевао од свог новог зета да га призна као свог суверена, на шта је Мамун пристао. Мамун је убијен током побуне 1017. године, која је избила као отпор његовом потчињавању. Махмуд је тражио освету за убиство свог зета, а део његовог плана био је да привидно искористи своју сестру као посредницу. Према ел-Бирунију, Махмуд је захтевао сигуран повратак своје сестре, како би она могла да посредује између два царства, док је он припремао своју војску. Његова инвазија је била паузирана док Хура није стигла на газнијску територију. Када се безбедно вратила, он је из освете напао Хорезм и опљачкао његову престоницу, Гурганџ. Није познато да ли је Хура имала деце са своја два мужа.

### Масудов долазак на престо и каснији живот
Након повратка у Газни, Хура је преузела активнију улогу на двору. Делујући као шпијун за свог омиљеног нећака, Масуда, Махмудовог сина, који је био гувернер Херата. Године 1030, након Махмудове смрти, поверена јој је брига о његовим удовицама и конкубинама из његовог харема. У свом тестаменту, Махмуд је именовао Масудовог брата близанца Мухамеда за свог наследника. Хура, њен млађи брат Јусуф ибн Сабуктигин и војни заповедници сматрали су Мухамеда неспособним да влада Газнавидским царством, које је зависило од снажног вођства султана. Стога је Хура написала писмо Масуду, који је био заузет војном кампањом у Исфахану, обавештавајући га о очевој смрти и охрабрујући га да преузме престо. Масуд је кренуо на исток и наставио да прима писма од Хуре и своје мајке о ситуацији у Газнију. Године 1030. стигао је у град и преузео престо од свог брата. Мухамеда је ставио у затвор и можда га је ослепео. Масуду је недостајала политичка проницљивост; сумња се да је Хура утицала на већину његових одлука. Она га је стално упозоравала на важност Газнија као главне територије царства, док је регија Хорасан била секундарна. Регија Хорасан је имала богате оазе, центре индустрије и занатства, као и важне трговачке путеве, и била је саставни део царства. Масуд је био више заинтересован за своја освајања у Индији и занемаривао је Хорасан. У међувремену, туркоманска племена под вођством династије Селџука почела су да нападају градове и каравaне у региону са северних граница. Масуд није успео да обезбеди заштиту у региону, и на крају су се незадовољни земљопоседници Хорасана предали Туркоманима. Масуд је покушао да сузбије нападаче, али је одлучно поражен у бици код Данданакана (1040), а Хорасан су у потпуности освојили Селџуци. Према Бајхакију, док су се Масуд и његова војска повлачили према Газнију, Хура им је послала одећу да се покрију пре уласка у град. У страху од предстојеће инвазије, Масуд је наговарао Хуру, своје друге тетке и своју мајку да с њим напусте Газни и оду у Индију. Бајхакијев последњи помен Хуре је њен покушај да одврати Масуда од његовог плана. Сигурно је да је била у Масудовој пратњи када су их на путу за средњовековну Индију напали побуњеници. Масуд је убијен, а његов престо је узурпирао Мухамед, чија се друга владавина завршила 1041. године када га је свргнуо Масудов син, Мавдуд Газнијски. Хурина коначна судбина је непозната.

## Процене и историографија
Хурино мешање у Махмудово наслеђивање био је најистакнутији пример отвореног учешћа жене у политици током газнијског периода. Без жара Хуре и краљевских газнијских жена у позивању Масуда, он се вероватно не би вратио да преузме престо од свог брата. Њено писмо, сачувано у Бајхакијевој књизи, једини је преживели текст из газнијске ере који је написала жена, а такође и једно од најстаријих сачуваних прозних дела на раном новоперсијском језику. Хура у свом писму показује свој ауторитет, њен стил писања је одлучан и често користи императив, подстичући емоције свог нећака и наговарајући га да се брзо врати. Савремена историчарка Сохеила Амирсолејмани тумачи њен чин нуђења одеће Масудовој оронулој војсци као метафоричко покривање њихове срамоте. Обе ове епизоде представљају је као моћнију од Масуда, будући да су у Бајхакијевом делу саветници увек приказани као симболично вишерангирани. Њена упозорења Масуду пореде се са пророчким предсказањима уништења и пропасти, што је уобичајен мотив у Бајхакијевом писању.